# Vícestupňové skaní
Vícestupňové skaní (angl.: two step twisting, něm.: Stufenzwirnverfahren) je zakrucování a navíjení příze ve dvou nebo více oddělených pasážích skacích strojů.

## Princip dvoustupňového skaní
Nejznámější postup výroby byl poprvé realizován v roce 1958 na strojích bývalé švýcarské firmy Hamel („Hamelzwirn“). Sestává z následujících částí: 
- Upravený prstencový skací stroj, který odvádí přízi na potáči s rovnoběžným vinutím
- Na doskávacím stroji je potáč s předskanou přízí uložen v trubkovém vřetenu, vlastně hrnci, uzavřeném víkem. Potáč rotuje spolu s vřetenem, příze se odvíjí odstředivou silou, klouže po vnitřní stěně vřetene a je vedena otvorem ve víku k očku, kterým se na ni přenáší krutný moment. V horní části stroje se pak hotová příze ukládá křížovým vinutím na cívku.

Výhody oproti jiným technologiím skaní:
- bezbalonové vedení niti - možnost regulace tahových sil při skaní – minimální rozdíly v napětí i při velmi rozdílné tloušťce jednotlivých seskávaných nití
- menší namáhání příze na oděr, snížení prašnosti

## Použití
Vícestupňové skaní je dražší než jiné skací technologie, proto se používá jen u některých speciálních druhů příze. Počítá se k nim např.:
Perlová příze, kordonet, cusir (šicí nit skaná ze dvou hedvábných nití s vysokým zákrutem)
Skané příze ovinuté kulatým nebo plochým drátem
Oskané elastické příze nebo elektrické dráty
Fóliové pásky vícestupňově skané

## Varianty vícestupňového skaní
Patří k nim např. kombinace dvoustupňového a dvouzákrutového skaní: 
Trojmo skaná příze křížově vinutá na válcové cívce z první pasáže se předkládá k doskávacímu stroji se speciálním dvouzákrutovým vřetenem. Technologie je vhodná zejména pro skaní přízí na pneumatikové kordy a tzv. hybridních přízí (např. 2 aramidové a jedna polyamidová nit).